# Gilbert Stork
Gilbert Stork (* 31. Dezember 1921 in Ixelles, Belgien; † 23. Oktober 2017) war ein US-amerikanischer Chemiker. Nach ihm ist die Stork-Reaktion benannt. Die American Chemical Society führt ihn als einen der 75 bedeutendsten Chemiker.

## Leben
Gilbert Stork war der Sohn eines Belgiers und einer Französin. Die Eltern zogen bereits kurz nach seiner Geburt nach Frankreich, so dass er zunächst in Paris und ab seinem 14. Lebensjahr in Nizza aufwuchs, wo er auch das Abitur bestand. 1939 wanderte die Familie angesichts des drohenden Zweiten Weltkriegs in die Vereinigten Staaten aus, wo er sein Chemie-Studium an der University of Florida mit dem Bachelor of Sciences abschloss. 1945 wurde er an der University of Wisconsin–Madison promoviert, sein Doktorvater war Samuel M. McElvain (1897–1973). Von 1945 bis 1946 war er Senior Research Chemist in den Lakeside Laboratories in Milwaukee.
Seine akademische Laufbahn setzte er 1946 als Instructor an der Harvard University fort, 1948 wurde er dort Assistant Professor. 1953 wechselte er an die Columbia University und war dort Associate Professor, 1955 wurde er zum Professor ernannt. Von 1967 bis 1993 war er Eugene Higgins-Professor an der Columbia University. Gilbert Stork wurde 1993 emeritiert.
1953 publizierte er erstmals über die Enaminsynthese, das heißt über die Herstellung von Kohlenstoff–Kohlenstoff-Bindungen, und er entwickelte ein Verfahren, das als Stork-Reaktion bekannt ist. Letztlich führten seine chemischen Experimente zur technischen Herstellung zahlreicher organischer Verbindungen, darunter Sexualhormone, Steroide, Prostaglandine und Arzneimittel zur Behandlung von Krebs.
Zu Storks akademischen Schülern zählten Eugene van Tamelen und Samuel J. Danishefsky.

## Ehrungen

Beispiel für eine Stork-Reaktion (Enamin-Synthese)

- 1957 Award in Pure Chemistry of the American Chemical Society
- 1959 Guggenheim Foundation Fellow
- 1960 Mitglied der National Academy of Sciences
- 1961 Baekeland Medal, North Jersey ACS
- 1962 Mitglied der American Academy of Arts and Sciences
- 1962 Harrison Howe Award
- 1966 Edward Curtis Franklin Memorial Award, Stanford University
- 1967 American Chemical Society Award for Creative Work in Synthetic Organic Chemistry
- 1969 und 1970: Nominierung für den Chemie-Nobelpreis[9]
- 1971 Synthetic Organic Chemical Manufactures Association Gold Medal
- 1973 Nebraska Award
- 1978 Roussel Prize, Paris
- 1980 William H. Nichols Medal, New York ACS, Arthur C. Cope Award, ACS
- 1982 Edgar Fahs Smith Award, Philadelphia ACS
- 1982 Willard Gibbs Medal, Chicago ACS
- 1982 National Academy of Sciences Award in Chemical Sciences
- 1983 National Medal of Science; Linus Pauling Award
- 1985 Tetrahedron-Preis
- 1986 Remsen Award, Maryland ACS; Cliff S. Hamilton Award,
- 1987 Monie A Ferst Award and Medal, Georgia Tech.
- 1989 Ausländisches Mitglied der Académie des sciences
- 1991 Roger Adams Award
- 1992 George Kenner Award, Liverpool
- 1992 Robert Robinson Award und Lectureship, University of Manchester
- 1992 Chemical Pioneer Award, American Institute of Chemists
- 1993 Robert A. Welch Award
- 1994 Allan R. Day Award, Philadelphia Organic Chemists Club
- 1995 Wolf-Preis, Israel
- 1995 Mitglied der American Philosophical Society[10]
- 1999 Auswärtiges Mitglied der Royal Society[11]
- 2002 Sir Derek H. Barton Gold Medal, Royal Society of Chemistry